# باية حسين
باية حسين (20 مايو 1940 - 1 مايو 2000) هي واحدة من المناضلات النشطات إبان ثورة التحرير الوطني في الجزائر. تعد واحدة من رموز النضال النسوي في ثورة التحرير الوطني.

## حياتها
اختارت التجنيد منذ نعومة أظافرها من أجل القضية الجزائرية، والتحقت في صفوف المناضلين والمناضلات وهي صغيرة السن لتبدأ نشاطها الجهادي عن قناعة وعزم وهي تردد مقولة أن التحرر من الاستعمار لا بد أن يمر عبر التضحيات حتى ضحت بنفسها قربانا للحرية.
لعبت دورا هاما في إرعاب فرنسا الاستعمارية، حيث يعود إليها الفضل، إلى جانب المناضلين والمناضلات في التفجيرات التي هزت أوكار الاحتلال في معركة الجزائر، حيث كانت تنتمي إلى شبكة واضعات القنابل.
ألقي القبض عليها في 28 فبراير ووضعت في سجون الاحتلال وحوكمت بطريقة صورية وحكم عليها بالإعدام في 20 يناير 1959 ولم يتجاوز سنها 17 سنة لتكون بذلك أصغر محكوم عليه بأقصى العقوبة. أعيدت المحاكمة بعد الطعن، ليتم تخفيض العقوبة إلى الأشغال الشاقة المؤبدة، مكثت في السجن إلى غاية سنة 1962 تاريخ الإعلان عن الاستقلال.
لم يتوقف نضالها بعد استقلال الجزائر بل واصلت نضالا من نوع آخر وهو الدفاع عن حقوق ومصالح المرأة، ساعدها في هذا النضال حصولها على مقعد نيابي في المجلس الشعبي الوطني، الذي استغلته لإسماع صوت المرأة والتعبير عن موقفها من عدة قضايا وملفات في مقدمتها قانون الأسرة الذي أثار زوبعة نسائية دون أن تتمكن من الوقوف ضد هذا القانون، حيث تمّ تمريره من طرف حزب جبهة التحرير الوطني التي كانت تنتمي إليه باية حسين، مفضلة الانسحاب من البرلمان، ومن الحزب الأفلاني لمواصلة النضال عبر منابر أخرى.